# James McGrew
James McGrew (* 26. Januar 1822 im Adams County, Pennsylvania; † 19. Januar 1911 in Kansas City, Kansas) war ein US-amerikanischer Politiker. Zwischen 1865 und 1867 war er Vizegouverneur des Bundesstaates Kansas.

## Werdegang
James McGrew besuchte die öffentlichen Schulen seiner Heimat. Im Alter von 22 Jahren zog er mit seinen Eltern in das Iowa-Territorium, wo er im Handel arbeitete. In der dortigen Stadt Lancaster betrieb er ein Warenhaus. Im Jahr 1857 kam er in das Wyandotte County im Kansas-Territorium, wo er ebenfalls im Handel tätig war. Politisch wurde er Mitglied der Republikanischen Partei. In den Jahren 1859 und 1860 gehörte er der Legislative des Kansas-Territoriums an. Außerdem war er für zwei Legislaturperioden Bürgermeister der heute zu Kansas City gehörenden Stadt Wyandotte. 1862 wurde er in den Senat von Kansas gewählt.
Im Jahr 1864 wurde McGrew an der Seite von Samuel J. Crawford zum Vizegouverneur von Kansas gewählt. Dieses Amt bekleidete er zwischen dem 9. Januar 1865 und dem 14. Januar 1867. Dabei war er Stellvertreter des Gouverneurs. Nach dem Ende seiner Zeit arbeitete er weiterhin im Handel. Er starb am 19. Januar 1911 in Kansas City.